# Niviventer
Niviventer is een geslacht van knaagdieren uit de muizen en ratten van de Oude Wereld dat voorkomt in Zuidoost-Azië. Deze dieren leven van Noordoost-Pakistan en Jilin (Noordoost-China tot de Indonesische eilanden Borneo, Java, Bali en Sumatra. Dit geslacht is het nauwste verwant aan Dacnomys millardi en Chiromyscus chiropus, en iets minder nauw aan Saxatilomys paulinae, Srilankamys ohiensis en Leopoldamys. Dit geslacht is bekend uit het Vroeg-Plioceen (ongeveer 4.5 miljoen jaar geleden) van de Chinese provincie Shanxi. Een andere fossiele soort is vanaf het Laat-Plioceen bekend in Sichuan en Guizhou. Enkele levende soorten zijn al sinds het Pleistoceen bekend. Uit Thailand komt ook een uitgestorven Pleistocene soort.

## Taxonomie
Dit geslacht werd lang tot Rattus gerekend, totdat Musser (1981) aantoonde dat het een apart, niet nauw verwant geslacht is. Eerder was de naam Maxomys voor de niviventer-groep gebruikt. Sindsdien is het duidelijk geworden dat Niviventer het belangrijkste geslacht is van een groep van morfologisch gelijkende geslachten, waaronder ook Leopoldamys en Saxatilomys. Dacnomys en Chiromyscus zijn zo nauw verwant aan Niviventer dat het mogelijk is dat bepaalde soorten naar een van die twee geslachten zullen worden verplaatst. N. cremoriventer en N. langbianis lijken sterk op Chiromyscus chiropus.

## Kenmerken
Niviventer is een variabel geslacht. Sommige soorten leven op de grond, andere in bomen. De rugvacht is grijs- of bruinachtig, de buik wit of crèmekleurig tot donkergrijs. Meestal is de staart van boven donkerder dan van beneden. De staart is over het algemeen langer dan het lichaam. De vacht is dicht en soms zacht, maar soms ook half stekelig. De kop-romplengte varieert van 110 tot 208 mm, de staartlengte van 120 tot 270 mm. Het gewicht bedraagt ongeveer 60 tot 80 gram. Vrouwtjes van N. brahma en N. eha hebben 0+1+2=6 mammae, alle andere soorten hebben er 1+1+2=8.

## Soorten
Er worden 24 soorten in dit geslacht geplaatst:
- Niviventer andersoni (Midden-China)
- Niviventer brahma (Noordoost-India, Yunnan en Noord-Myanmar)
- Niviventer bukit (India tot Vietnam)
- Niviventer cameroni (bergen van het Maleisisch schiereiland)
- Niviventer confucianus (China noordelijk tot Jilin en westelijk tot Yunnan, zuidelijk tot Noord-Myanmar, Noord-Thailand en Noordwest-Vietnam)
- Niviventer coninga (Taiwan) (vroeger gespeld als N. coxingi)
- Niviventer cremoriventer (Zuid-Thailand, Maleisisch schiereiland, Borneo, Java, Sumatra en kleinere eilanden)
- Niviventer culturatus (Taiwan)
- Niviventer eha (Midden- en Oost-Nepal, Noordoost-India, Noord-Myanmar, Zuid-Tibet en Yunnan)
- Niviventer excelsior (Sichuan en Yunnan)
- Niviventer fengi (China)
- Niviventer fraternus (West-Sumatra)
- Niviventer fulvescens (Noord-India, Nepal, Bangladesh en Zuid-China tot Sumatra, Java en Bali)
- Niviventer gladiusmaculus (China)
- Niviventer hinpoon (Khoratplateau in Thailand)
- Niviventer huang (Zuid-China)
- Niviventer lepturus (Java)
- Niviventer lotipes (Hainan)
- Niviventer mekongis (China, Laos en Vietnam)
- Niviventer niviventer (vanaf Noord-Pakistan langs de Himalaya tot West-Bengalen)
- Niviventer pianmaensis (China)
- Niviventer rapit (Borneo)
- Niviventer sacer (China)
- Niviventer tenaster (Yunnan, Myanmar, Thailand, Zuid-Cambodja, Zuid-Laos, Vietnam en Hainan)

Abditomys · 
Abeomelomys · 
Aethomys · 
Anisomys · 
Anonymomys · 
Apodemus · 
Apomys · 
Archboldomys · 
Arvicanthis · 
Baiyankamys · 
Baletemys · 
Bandicota · 
Batomys · 
Berylmys · 
Brassomys · 
Bullimus · 
Bunomys · 
Canariomys · 
Carpomys · 
Chingawaemys · 
Chiromyscus · 
Chiropodomys · 
Chiruromys · 
Chrotomys · 
Coccymys · 
Colomys · 
Congomys · 
Conilurus · 
Coryphomys · 
Crateromys · 
Cremnomys · 
Crossomys · 
Crunomys · 
Dacnomys · 
Dasymys · 
Dephomys · 
Desmomys · 
Diomys · 
Diplothrix · 
Echiothrix · 
Eropeplus · 
Frateromys · 
Golunda · 
Gracilimus · 
Grammomys · 
Hadromys · 
Haeromys · 
Halmaheramys · 
Hapalomys · 
Heimyscus · 
Hybomys · 
Hydromys · 
Hylomyscus · 
Hyomys · 
Hyorhinomys · 
Kadarsanomys · 
Komodomys · 
Lamottemys · 
Leggadina · 
Lemniscomys · 
Lenomys · 
Lenothrix · 
Leopoldamys · 
Leporillus · 
Leptomys · 
Limnomys · 
Lorentzimys · 
Macruromys · 
Madromys ·
Malacomys · 
Mallomys · 
Malpaisomys · 
Mammelomys · 
Margaretamys · 
Mastacomys · 
Mastomys · 
Maxomys · 
Melasmothrix · 
Melomys · 
Mesembriomys ·
Micaelamys · 
Microhydromys · 
Micromys · 
Millardia · 
Mirzamys · 
Montemys · 
Mus · 
Musseromys · 
Mylomys · 
Myomyscus · 
Nesokia · 
Nilopegamys · 
Niviventer · 
Notomys · 
Ochromyscus · 
Oenomys ·
Otomys · 
Palawanomys · 
Papagomys · 
Parahydromys · 
Paraleptomys · 
Paramelomys · 
Parotomys · 
Paucidentomys · 
Paulamys · 
Pelomys · 
Phloeomys · 
Pithecheir · 
Pithecheirops · 
Pogonomelomys · 
Pogonomys · 
Praomys · 
Protochromys · 
Pseudohydromys · 
Pseudomys · 
Rattus · 
Rhabdomys · 
Rhynchomys · 
Saxatilomys ·
Serengetimys ·
Solomys · 
Sommeromys · 
Soricomys · 
Spelaeomys · 
Srilankamys · 
Stenocephalemys · 
Stochomys · 
Sundamys · 
Taeromys · 
Tarsomys · 
Tateomys · 
Thallomys · 
Thamnomys · 
Tokudaia · 
Tonkinomys ·
Tryphomys · 
Typomys · 
Uromys · 
Vandeleuria · 
Vernaya · 
Xenuromys · 
Xeromys · 
Zelotomys · 
Zyzomys
Niviventer andersoni · Niviventer brahma · Niviventer bukit · Niviventer cameroni · Niviventer confucianus · Niviventer coninga · Niviventer cremoriventer · Niviventer culturatus · Niviventer eha · Niviventer excelsior · Niviventer fengi · Niviventer fraternus · Niviventer gladiusmaculus · Niviventer excelsior · Niviventer gracilis† · Niviventer hinpoon · Niviventer huang · Niviventer lepturus · Niviventer lotipes · Niviventer mekongis · Niviventer niviventer · Niviventer pianmaensis · Niviventer preconfucianus† · Niviventer rapit · Niviventer sacer · Niviventer tenaster